# 1983 год в спорте
Список 1983 год в спорте описывает спортивные события, произошедшие в 1983 году.

## Международные события
- Зимняя Универсиада 1983;
- Летняя Универсиада 1983;
- Панамериканские игры 1983;
  - Волейбол на Панамериканских играх 1983;
  - Футбол на Панамериканских играх 1983;
- Средиземноморские игры 1983;

### Чемпионаты Европы
- Чемпионат Европы по баскетболу 1983;
- Чемпионат Европы по боксу 1983;
- Чемпионат Европы по бейсболу 1983;
- Чемпионат Европы по тяжёлой атлетике 1983;
- Чемпионат Европы по фигурному катанию 1983;

### Чемпионаты мира
- Чемпионат мира по биатлону 1983;
- Чемпионат мира по гребле на байдарках и каноэ 1983;
- Чемпионат мира по конькобежному спорту в классическом многоборье 1983;
- Чемпионат мира по конькобежному спорту в классическом многоборье среди женщин 1983;
- Чемпионат мира по спортивной гимнастике 1983;
- Чемпионат мира по тяжёлой атлетике 1983;
- Чемпионат мира по фигурному катанию 1983;
- Чемпионат мира по хоккею с мячом 1983;
- Чемпионат мира по хоккею с шайбой 1983;
- Чемпионат мира по художественной гимнастике 1983;

#### Чемпионат мира по лёгкой атлетике 1983
- Бег на 100 метров (мужчины);
- Бег на 1500 метров (мужчины);
- Бег на 200 метров (мужчины);
- Бег на 400 метров (мужчины);
- Бег на 800 метров (мужчины);

### Баскетбол
- Кубок чемпионов ФИБА 1982/1983;
- Кубок чемпионов ФИБА 1983/1984;

### Волейбол
- Кубок европейских чемпионов по волейболу среди женщин 1982/1983;
- Кубок европейских чемпионов по волейболу среди женщин 1983/1984;
- Чемпионат Азии по волейболу среди женщин 1983;
- Чемпионат Азии по волейболу среди мужчин 1983;
- Чемпионат Африки по волейболу среди мужчин 1983;
- Чемпионат Европы по волейболу среди женщин 1983;
- Чемпионат Европы по волейболу среди женщин 1983 (квалификация);
- Чемпионат Европы по волейболу среди мужчин 1983;
- Чемпионат Европы по волейболу среди мужчин 1983 (квалификация);
- Чемпионат Северной, Центральной Америки и Карибского бассейна по волейболу среди женщин 1983;
- Чемпионат Северной, Центральной Америки и Карибского бассейна по волейболу среди мужчин 1983;
- Чемпионат Южной Америки по волейболу среди женщин 1983;
- Чемпионат Южной Америки по волейболу среди мужчин 1983;

### Международные шашки
- Чемпионат Европы по международным шашкам среди мужчин 1983;
- Чемпионат мира по международным шашкам среди женщин 1983;
- Чемпионат мира по международным шашкам среди мужчин 1983;

### Снукер
- Irish Masters 1983;
- Jameson International 1983;
- Гран-при 1983;
- Мастерс 1983;
- Официальный рейтинг снукеристов на сезон 1982/1983;
- Официальный рейтинг снукеристов на сезон 1983/1984;
- Снукерный сезон 1983/1984;
- Чемпионат Великобритании по снукеру 1983;
- Чемпионат мира по снукеру 1983;

### Футбол
- Матчи сборной СССР по футболу 1983;
- Кубок Америки по футболу 1983
  - Кубок Америки выиграла сборная  Уругвая
- Кубок европейских чемпионов 1982/1983;
  - Финал Кубка европейских чемпионов 1983;
    - Кубок Европейских чемпионов выиграл западногерманский  «Гамбург».
- Кубок обладателей кубков УЕФА 1982/1983;
  - Финал Кубка обладателей кубков УЕФА 1983;
    - Кубок обладателей Кубков выиграл шотландский  «Абердин».
- Кубок УЕФА 1982/1983;
  - Кубок УЕФА выиграл бельгийский  «Андерлехт».
- Кубок Либертадорес 1983;
  - Кубок Либертадорес и Межконтинентальный Кубок выиграл бразильский  «Гремио».
- Кубок чемпионов КОНКАКАФ 1983;
- Международный футбольный кубок 1983;
- Созданы клубы:
  - «Коув»;
  - «Провинсиаль Осорно»;
  - «Реал Бургос»

### Хоккей с шайбой
- Драфт НХЛ 1983;
- Матч всех звёзд НХЛ 1983;
- НХЛ в сезоне 1982/1983;
- НХЛ в сезоне 1983/1984;
- Суперсерия 1982/1983;
- Чемпионат мира по хоккею с шайбой 1983;

### Шахматы
- Командный чемпионат Европы по шахматам 1983;
- Матчи претендентов 1983/1984;
- Матчи претенденток 1983/1984;

### Моторные виды спорта
- Формула-1 в сезоне 1983;

## Национальные события

### Футбол
- Чемпионом Англии стал «Ливерпуль».
- Чемпионом Аргентины дважды стал «Эстудиантес» (Ла-Плата) (Метрополитано и Насьональ).
- Чемпионом Бразилии стал «Фламенго» из Рио-де-Жанейро.
- Чемпионом ФРГ стал «Штутгарт».
- Чемпионом Италии стала римская «Рома».
- Чемпионом Испании стал «Атлетик Бильбао».
- Чемпионом Уругвая стал «Насьональ».
- Чемпионом Франции стал «Нант».

### СССР
- Летняя Спартакиада народов СССР 1983;
  - Бокс на летней Спартакиаде народов СССР 1983;
  - Самбо на летней Спартакиаде народов СССР 1983;
  - Волейбол на летней Спартакиаде народов СССР 1983 — женщины;
  - Волейбол на летней Спартакиаде народов СССР 1983 — мужчины;
  - Классическая борьба на летней Спартакиаде народов СССР 1983;
  - Лёгкая атлетика на летней Спартакиаде народов СССР 1983;
  - Футбол на летней Спартакиаде народов СССР 1983;
- Чемпионат СССР по волейболу среди женщин 1982/1983;
- Чемпионат СССР по волейболу среди мужчин 1983/1984;
- Чемпионат СССР по классической борьбе 1983;
- Чемпионат СССР по международным шашкам среди женщин 1983;
- Чемпионат СССР по хоккею с мячом 1982/1983;

#### Футбол
- Кубок СССР по футболу 1983;
- Чемпионат Латвийской ССР по футболу 1983;
- Чемпионат СССР по футболу 1983;
  - Чемпионом СССР стал днепропетровский «Днепр».
- ФК «Ротор» в сезоне 1983;
- ФК «Спартак» Москва в сезоне 1983;
- Созданы клубы:
  - «Автодор»;
  - «МКК-Днепр»;
  - «Рось»;

#### Хоккей с шайбой
- Чемпионат СССР по хоккею с шайбой 1982/1983;
- Чемпионат СССР по хоккею с шайбой 1983/1984;

#### Шахматы
- Личный чемпионат СССР по шахматной композиции 1983;
- Первенство СССР между командами союзных республик по шахматам 1983;
- Чемпионат СССР по шахматам 1983;

## Персоналии

### Родились
- 17 января — Альваро Арбелоа, испанский футболист, защитник английского «Ливерпуля»;
- 24 февраля
  - Весам аль-Соус[англ.] — иорданский баскетболист, капитан национальной сборной, призёр Чемпионата Азии по баскетболу;
  - Ян Блахович, польский боец смешанного стиля, чемпион KSW[англ.];
  - Сурья Шехар Гангули, индийский шахматист, гроссмейстер (2003);
  - Сантьяго Гонсалес, мексиканский теннисист, 27-е место в мировом рейтинге парных игроков;
  - Николя де Жеа (англ. Nicolas de Géa), французский футболист;
  - Ли Жуньжунь (англ. Li Runrun), китайский спортсмен, прыгун в длину, призёр международных соревнований;
  - Эрик Камдем Камдем, камерунский футболист, защитник;
  - Лиза Камиллери (англ. Lisa Camilleri), австралийский игрок в сквош, 33-я ракетка мира;
  - Дунги Лима (англ. Dungue Lima), футболист из Сан-Томе и Принсипи, вратарь национальной сборной.[1]
  - Мэттью Линд (англ. Matthew Lind) — американский спортсмен-фигурист;
  - Марк Макгиверн (фр. Mark McGivern), шотландский волейболист, игрок национальной сборной Великобритании;
  - Реми Мареваль, французский футболист;
  - Рассел Мвафулирва, малавийский футболист, игрок национальной сборной Малави;
  - Юдель Морено, кубинский метатель копья, призёр международных соревнований;
  - Дени Марсель, индонезийский футболист, играл в национальной сборной;
  - Чарльз Пепрах (англ. Charlie Peprah), игрок в американский футбол из США, победитель национальных клубных чемпионатов;
  - Хавьер Пинола, аргентинский футболист, играл за аргентинскую национальную сборную;
  - Тимур Мингалиевич Рахматуллин (англ. Timur Rakhmatullin) — российский футболист;
  - Вилма Римшайте, литовская велогонщица в дисциплине BMX, многократный призёр международных соревнований;
  - Саманта Ричардс, австралийская баскетболистка, олимпийская медалистка, чемпионка мира;
  - Мишель Росалес (англ. Michel Rosales), мексиканский боксёр;
  - Марко Соя, итальянский хоккеист;
  - Марцин Стефаньский польский баскетболист, играл в польских и французских клубах;
  - Нил Стоволд, английский игрок в крикет;
  - Ингемар Теэвер, эстонский футболист, игрок национальной сборной;
  - Росс Шрёдер, американский баскетболист;
  - Саша Эндрюс (англ. Sasha Andrews) — канадская футболистка, медалист международных чемпионатов в составе сборной Канады;
- 3 марта — Даниэль Карвальо, бразильский футболист;
- 1 апреля — Франк Рибери, французский футболист, Полузащитник;
- 15 апреля — Илья Ковальчук, российский хоккеист;
- 2 мая — Тина Мазе, словенская горнолыжница;
- 4 мая — Михаэль Рёш, немецкий биатлонист;
- 11 мая — Альсим Черноскулов, российский самбист;
- 12 мая — Алина Кабаева, российская спортсменка (художественная гимнастика);
- 4 июня — Эммануэль Эбуэ, ивуарийский футболист, выступает за турецкий клуб «Галатасарай»;
- 11 июня
  - Екатерина Юрьева, российская биатлонистка;
  - Аникеев, Юрий Владимирович, украинский спортсмен (русские и международные шашки), чемпион мира по шашкам-64;
- 25 июля — Ольга Житова, российская волейболистка, чемпионка мира 2006 года;
- 6 августа — Робин ван Перси, нидерландский футболист, нападающий клуба Манчестер Юнайтед;
- 20 августа — Юрий Жирков, футболист сборной России и «Анжи»;
- 30 августа — Джим Миллер, боец смешанных боевых искусств;
- 3 октября — Беслан Исаев, российский боец смешанного стиля;
- 17 октября — Иван Саенко, российский футболист;
- 26 октября — Дмитрий Сычёв, российский футболист;
- 8 ноября — Павел Погребняк, российский футболист;
- 15 ноября — Йон Хейтинга, голландский спортсмен (футбол), бывший защитник ФК «Аякс» и сб. Нидерландов;
- 17 декабря — Чиди Одиа, нигерийский футболист.

### Скончались
- 20 января — Гарринча, бразильский футболист, правый нападающий, считается лучшим правым крайним нападающим в истории футбола;
- 25 марта — Лю Чанчунь, китайский легкоатлет, первый представитель своей страны на Олимпийских играх;
- 13 апреля — Сергей Амбарцумян, армянский советский тяжелоатлет, трёхкратный чемпион СССР;
- 14 апреля — Нина Думбадзе, советская легкоатлетка;
- 23 апреля — Повилас Вайтонис, канадский шахматист, международный мастер;
- 18 мая — Александр Жиров, советский горнолыжник, мастер спорта СССР международного класса;
- 7 июля — Адалбертс Бубенко, латвийский легкоатлет;
- 16 июля — Сергей Шалибашвили, советский прыгун в воду, член сборной СССР;
- 18 июля — Саломон Флор, чехословацкий и советский шахматист, международный гроссмейстер;
- 19 сентября — Виктор Лавров, советский футболист, нападающий;
- 29 сентября — Эдвинс Биетагс, латвийский борец греко-римского стиля;
- 2 октября — Григорий Пасечный, советский футболист;
- 16 ноября — Алексей Гурышев, советский хоккеист и арбитр. Заслуженный мастер спорта СССР;
- 6 декабря — Михаил Сушков, российский и советский футболист, выступавший на позиции полузащитника и нападающего, футбольный тренер, спортивный организатор.